# 하단갑
하단갑(河亶甲)은 상나라의 13대 군주이다. 태어날 때의 이름은 자정(子整)이다.
사마천의 사기에 의하면 아버지인 외임에 이어 상나라의 12대 군주가 되었다. 경신(庚申)년에 즉위하였고 오(隞)를 수도로 삼았으나 즉위 첫 해에 상(相)으로 옮겼다. 즉위 3년째에 의랑 팽백(彭伯)이 외임 때부터 저항하던 비(邳)를 정복하였다. 즉위 4년째에 남이의 공격을 받기 시작했다. 즉위 5년째에 신인(侁人)이 반방(班方)을 차지하였으나 팽백과 위백(韦伯)에게 격퇴되었고 상에 사절을 보냈다. 즉위 9년째에 사망하였다. 시호는 하단갑이고 아들인 조을이 뒤를 이었다.
은허에서 발굴된 갑골문에 따르면 상나라의 11대 군주로 전전(戔錢)이라는 시호를 받았으며 동생인 조을이 뒤를 이었다고 한다.